# 対称式
対称式（たいしょうしき、symmetric polynomial）あるいは対称多項式（たいしょうたこうしき）とは、変数を入れ替えても変わらない多項式のことである。

## 概要
2 変数の多項式
f(x, y) = x2 + x y + y2
において、x と y を入れ替えた式
f(y, x) = y2 + y x + x2 = x2 + x y + y2
は、元の f(x, y) とは全く変わらない多項式である。このように、変数を入れ替えても変わらない多項式のことを対称式という。
似たようなものに交代式がある。交代式は
g(x, y) = x2 − y2
のように、変数を入れ替えると、もとの式と符号が変わる
g(y, x) = y2 − x2 = − g(x, y)
という性質を持つ式である。符号が変わるだけなので、偶数個の交代式の積や、交代式を 2 乗した式などは対称式となる。例えば 
g(x, y)2 = (x2 − y2)2
は対称式である。
任意の対称式は、基本対称式
s1 = x + y
s2 = x y
の多項式で書ける。例えば
f(x, y) = x2 + x y + y2 = (x+y)2 − x y = s12 − s2
である。
こういった対称式の概念は、 2 変数に留まらず、3 変数以上の多項式にも拡張される。例えば
f(x, y, z) = x3 + y3 + z3
f(x, y, z, w) = 2 x + 2 y + 2 z + 2 w + 3 y2 z2 w2 + 3 z2 w2 x2 + 3 w2 x2 y2 + 3 x2 y2 z2
は、それぞれ、3 変数と 4 変数の対称式であり、どの 2 つの変数を入れ替えても、元の多項式と変わらない式である。
アルベール・ジラールは、1629年に「代数学の新しい発明」(Invention Nouvelle en l'Algèbre) おいて、n 次の代数方程式の根と係数の関係を発見した。代数方程式の係数は n 個の根の基本対称式と呼ばれる対称式により書かれるというこの関係は、一般の次数の代数方程式の構造を調べるための重要な足掛かりの一つとなった。さらに、ジラールは、これらの関係を用いて虚数の有用性を説いた。
18世紀の後半になると、任意の対称式は基本対称式によって書くことができる事が、ウェアリングやヴァンデルモンドらによって示され、ラグランジュによる、代数方程式の根の置換の研究へとつながっていった。

## 定義

### 対称式
Λn = {1, 2, 3, …, n} とし、Sn は Λn に作用する n 次の対称群とする。
n 変数の多項式 f(x1, x2, …, xn) が、任意の σ ∈ Sn に対して
f(x1, x2, …, xn)σ = f(xσ(1), xσ(2), …, xσ(n)) = f(x1, x2, …, xn)
を満たすとき、f(x1, x2, …, xn) を、対称多項式あるいは対称式という。
要は f は変数をどのように入れ替えても不変な多項式である。
同様に有理式
{\displaystyle f(x_{1},x_{2},\cdots x_{n})={h(x_{1},x_{2},\cdots x_{n}) \over g(x_{1},x_{2},\cdots x_{n})}}
が、任意の σ ∈ Sn に対して
{\displaystyle f(x_{1},x_{2},\cdots x_{n})^{\sigma }={h(x_{1},x_{2},\cdots x_{n})^{\sigma } \over g(x_{1},x_{2},\cdots x_{n})^{\sigma }}=f(x_{1},x_{2},\cdots x_{n})}
であるとき、有理式 f は対称的であるという。
対称多項式や対称有理式は、Sn という群の作用によって不変な式であるため、Sn 不変式ともいう。
有理式として対称的でも、分母や分子に現れる g や h は、対称式でないこともある。この場合 g の変数を置換して現れる異なる多項式 g1, g2, …, gm を分母分子にかけて
{\displaystyle f(x_{1},x_{2},\cdots ,x_{n})={hg_{1}g_{2}\cdots g_{m} \over gg_{1}g_{2}\cdots g_{m}}}
という有理式にすることで、分母分子ともに対称式となるような表示が得られる。
ここで分母に行ったような、対称式とは限らない一般の多項式に対して、置換を作用して得られる、多項式の組から、対称式を作る手法は、しばしば有用である。例えば、対称式とは限らない 2 変数の多項式 f(x1, x2) と、その変数を置換して得られる多項式 f(x2, x1) の和や積
g(x1, x2) = f(x1, x2) + f(x2, x1)
h(x1, x2) = f(x1, x2) f(x2, x1)
は、いずれも対称式である。
単項式
{\displaystyle T(x_{1},x_{2},\cdots ,x_{n})=c\ x_{1}^{a_{1}}x_{2}^{a_{2}}\cdots x_{n}^{a_{n}}}
に、適当な置換 σ ∈ Sn を作用させて単項式
{\displaystyle T(x_{1},x_{2},\cdots ,x_{n})^{\sigma }=c\ x_{\sigma (1)}^{a_{1}}\ x_{\sigma (2)}^{a_{2}}\cdots x_{\sigma (n)}^{a_{n}}}
が作られるとき、この 2 つの単項式 T(x1,x2,…,xn) と T(x1,x2,…,xn)σ は同型（どうけい）であるという。
T と同型な単項式の全ての和
T + T1 + T2 + … Tm
は、対称式であり、このように、同型な単項式の和として得られる対称式のことを、単型（たんけい）の対称式という。

### 基本対称式
集合 A の濃度を |A| とするとき
{\displaystyle \sigma _{k}(x_{1},\cdots ,x_{n})=\sum _{\lambda \subset \Lambda _{n},|\lambda |=k}\left(\ \prod _{t\in \lambda }x_{t}\right)}
という対称式の事を k 次の基本対称式（きほんたいしょうしき、elementary symmetric polynomial）という。変数を省略して σk とも書く。変数の数 n に混乱の恐れがあれば、σn,k のように n を明示する。
σk は、x1 x2 … xk という k 次の単項式と同型な単項式からなる、単型の対称式である。
すなわち、n 個の変数 {x1,x2,…,xn} から、k 個の変数を選んで掛け合わせて k 次の単項式を作る。この時、 k 個の変数の組み合わせを全て考えて、k 次の単項式を足し合わせてできた対称式である。
k 個の要素の選び方は、二項係数を用いて nCk 通りあることが分かるので、 σk は、 nCk 個の k 次の単項式の和である。
たとえば、2 変数なら
σ1 = x1 + x2
σ2 = x1 x2
3 変数なら
σ1 = x1 + x2 + x3
σ2 = x1 x2 + x1 x3 + x2 x3
σ3 = x1 x2 x3
が基本対称式である。根と係数の関係により、基本対称式は、 x1, x2, …, xn を根とするモニックな n 次多項式の係数として現れる。
{\displaystyle t^{n}-\sigma _{1}\ t^{n-1}+\sigma _{2}\ t^{n-2}-\cdots +(-1)^{n-1}\ \sigma _{n-1}\ t+(-1)^{n}\ \sigma _{n}=\prod _{k=1}^{n}(t-x_{k})=(t-x_{1})(t-x_{2})\cdots (t-x_{n})}

### ニュートン多項式
基本対称式の他に対称式の重要な例として、各自然数 k に対し pk = x1k + ... + xnk によって定義されるk次ニュートン多項式があげられる。基本対称式の場合と同じように、n変数に関するニュートン多項式 pk(x1, .., xn) について、xnに 0 を代入すると n - 1 変数に関するニュートン多項式 pk(x1, .., xn - 1) がえられる。
上記の根と係数の関係から、1 ≤ i ≤ nなる iについて
{\displaystyle x_{i}^{n}-\sigma _{1}\ x_{i}^{n-1}+\sigma _{2}\ x_{i}^{n-2}-\cdots +(-1)^{n-1}\ \sigma _{(n-1)}\ x_{i}+(-1)^{n}\ \sigma _{n}=\prod _{k=1}^{n}(x_{i}-x_{k})=0}
が成り立っているが、これらの式の左辺を xi たちについてすべて足し合わせることで
{\displaystyle p_{n}-\sigma _{1}\ p_{n-1}+\sigma _{2}\ p_{n-2}-\cdots +(-1)^{n-1}\ \sigma _{(n-1)}\ p_{1}+(-1)^{n}n\ \sigma _{n}=0}
が得られる。この関係式から、n についての帰納的な考察により各自然数 k について k 変数の整係数多項式 P(s1, ..., sk) が存在して pk = Pk(σ1,..., σk) となっていることや、おなじく k 変数の有理係数多項式 Sk(q1, ..., qk) が存在して σk = Sk(p1, ..., pk) となっていることがしたがう。たとえば、
p1 = σ1, p2 = σ12 - 2 σ2, p3 = σ13 - 3 σ1 σ2 + 3 σ3
{\displaystyle \sigma _{2}={\frac {1}{2}}(p_{1}^{2}-p_{2}),\ \sigma _{3}={\frac {1}{3}}(p_{3}-p_{1}p_{2})+{\frac {1}{6}}(p_{1}^{3}-p_{1}p_{2})}

## 対称式の基本定理
任意の対称式 f(x1, x2, …, xn) に対し、基本対称式を変数にとる多項式 g(σ1, σ2, …, σn) が一意に存在して
f(x1, x2, …, xn) = g(σ1, σ2, …, σn)
となる。これを対称式の（第一）基本定理という。この g(σ1, σ2, …, σn) という多項式は一意に決まる。この基本対称式に関する多項式 g を具体的に見いだすアルゴリズムは複数知られており、それらは、基本定理の証明を与えてもいる。ここでは、そのような方法のいくつかを述べる。

### ウェアリングによる方法
1762年にウェアリングは、対称式に現れる単項式の指数の組に、辞書式順序を入れて、単項式の次数を下げていく方法で、対称式の基本定理の証明を行った。
0でない係数 c を持つ単項式
{\displaystyle r(x_{1},x_{2},\cdots ,x_{n})=c\ \prod _{k=1}^{n}x_{k}^{a_{k}}=c\ x_{1}^{a_{1}}\ x_{2}^{a_{2}}\cdots x_{n}^{a_{n}}}
に対して、n 個の指数の組
deg(r) = (a1,a2, …, an)
を次数（じすう）という。ここで、積に用いていない変数の指数は 0 である。この次数に、辞書式順序を入れる。
すなわち、2 つの単項式 s と t を比べ、指数を a1 から順に見ていき、最初の異なる指数の整数としての大小を deg(s) と deg(t) の大小とし、全ての指数が等しいときは deg(s) = deg(t) とする。たとえば、 (3,2,1,2) > (3,1,0,3) > (2,5,0,2) > (0,5,2,2) > (0,2,2,5) である。
多項式 f(x1,x2,…,xn) に対しては、n 変数の多項式として
{\displaystyle f(x_{1},x_{2},\cdots ,x_{n})=\sum _{(p_{1},p_{2},\ldots ,p_{n})\in \mathbb {N} ^{n}}a_{p_{1}p_{2}\ldots p_{n}}\ x_{1}^{p_{1}}\ x_{2}^{p_{2}}\ \cdots \ x_{n}^{p_{n}}}
と表したとき、係数が 0 でない項の中で最も次数の高い項の次数を deg(f) とする。
f(x1,x2,…,xn) が対称式の時、その次数 deg(f) = (a1,a2, …, an) は、任意の添字 1 ≤ j ≤ k ≤ n に対して、広義単調減少 aj ≥ ak となる。
対称式では、広義単調減少でない (0,1,3,2,2) のような次数の項があれば、(3,2,2,1,0) という次数で係数の等しい項が必ずある。
f の項のうちで、次数が deg(f) に等しい項の係数を c0 とすると、f が定数でなければ
{\displaystyle \deg(f)>\deg \left\{f-c_{0}\left(\prod _{k=1}^{n-1}\sigma _{k}^{a_{k}-a_{(k+1)}}\right)\sigma _{n}^{a_{n}}\right\}}
が成り立つ。適当な基本対称式の積を、f から引くと f よりも次数を下げる事ができるということである。得られた式の次数を調べ、同じように適当な基本対称式の積を引いていくことにより、多項式の次数を下げていくことができる。f と基本対称式の多項式の差は、この操作を有限回繰り返すことによって、定数になる。
f(x1,x2,…,xn) − h(σ1,σ2,…,σn) = 定数
となるような、基本対称式についての多項式 h が得られ、
f(x1,x2,…,xn) = h(σ1,σ2,…,σn) + 定数
と表すことができる。

### コーシーによる方法
1829年にコーシーは、 1 つの変数に着目した方法を用いた。 x1,x2,…,xn を変数とする n 変数の対称式は、x1 だけを定数と思えば、x2,…,xn を変数とする n−1 変数の対称式でもある。 x1,x2,…,xn を変数とする k 次の基本対称式を σk とし、 x2,…,xn を変数とする k 次の基本対称式を τk とすると
σ1 = x1 + τ1
σ2 = τ1 x1 + τ2
… … …
σn−1 = τn−2 x1 + τn−1
σn = τn−1 x1
という関係が成り立つ。 
τ1 = σ1 − x1
τ2 = σ2 − τ1 x1 = σ2 − (σ1 − x1) x1 = σ2 − σ1 x1 + x12
…
と、順に代入を繰り返してみると、τ1, τ2,…,τn−1 は、x1 と σ1, …, σk の多項式で表されることが分かる。
また、x1, x2, …, xn は、
{\displaystyle t^{n}-\sigma _{1}\ t^{n-1}+\sigma _{2}\ t^{n-2}-\cdots +(-1)^{n-1}\ \sigma _{(n-1)}\ t+(-1)^{n}\ \sigma _{n}=0}
の根であるから、これらを変数とする多項式は、次数下げなどにより、どの xm (1 ≤ m ≤ n) に関しても n−1 次以下となるような多項式にすることができる。
対称式 f(x1,x2,…,xn) を x1 について整理し、x1k の係数が gk(x2,…,xn, σ1, σ2, …, σn) 、すなわち
{\displaystyle f(x_{1},x_{2},\cdots ,x_{n})=\sum _{k=0}^{n-1}g_{k}(x_{2},x_{3},\cdots ,x_{n},\sigma _{1},\sigma _{2},\cdots ,\sigma _{n})\ x_{1}^{k}}
であるとすると gk は、x2,…,xn に関しての対称式になる。
n−1 変数の対称式は、基本対称式の多項式で表せるということを仮定すると、 gk は、τ1, τ2,…,τn−1 の多項式で書くことができる。すなわち、どの gk も、x1 と σ1, …, σk の多項式で表される。x1 の次数を下げつつ
{\displaystyle f(x_{1},x_{2},\cdots ,x_{n})=\sum _{k=0}^{n-1}h_{k}(\sigma _{1},\sigma _{2},\cdots ,\sigma _{n})\ x_{1}^{k}}
の形に整理することができる。左辺は対称式なので、x1 と任意の xp を入れ替えても変わらないので、任意の p, q ∈ {1,2,…,n} について
{\displaystyle \sum _{k=0}^{n-1}h_{k}(\sigma _{1},\sigma _{2},\cdots ,\sigma _{n})\ x_{p}^{k}=\sum _{k=0}^{n-1}h_{k}(\sigma _{1},\sigma _{2},\cdots ,\sigma _{n})\ x_{q}^{k}}
が成り立つことから、 1 ≤ k ≤ n-1 のとき hk ≡ 0 となり
f(x1,x2,…,xn) = h0(σ1,σ2,…,σn)
と表され、n 変数の対称式は、基本対称式の多項式で表せることがわかる。n = 1 の時は対称式の基本定理は明らかに成り立つので、数学的帰納法により、n 変数の対称式について基本定理が成り立つ。

### 斉重対称式
基本対称式の単項式
{\displaystyle T=\prod _{k=1}^{n}\sigma _{k}^{a_{k}}=\sigma _{1}^{a_{1}}\ \sigma _{2}^{a_{2}}\ \cdots \ \sigma _{n}^{a_{n}}}
に対して、重さ
{\displaystyle w(T)=\sum _{k=1}^{n}k\ a_{k}=a_{1}+2\ a_{2}+\cdots +n\ a_{n}}
を定義する。 0 でない定数 c をかけた c T の重さも、T と同じとする。σ1,σ2,…,σn の多項式で、重さが同じ単項式の和になっているものを、斉重多項式（せいじゅうたこうしき、isobaric polynomial）という。
基本対称式 σk は、x1, x2, …, xn に関して、k 次の斉次多項式であるので、単項式 T は、x1, x2, …, xn に関して、 w(T) 次の斉次多項式となり、x1, x2, …, xn に関する斉次多項式の次数と、σ1, σ2, …, σn に関する斉重多項式の次数が対応している。
したがって、対称式を基本対称式で表すためには、対称式を、次数の異なる斉次多項式にわけ、それぞれの斉次多項式を、その次数と同じ重さをもつ、斉重多項式で表していけばよい。
s 次の対称式 f(x1,x2,…,xn) を、
{\displaystyle f(x_{1},x_{2},\cdots ,x_{n})=\sum _{t=1}^{s}f_{t}(x_{1},x_{2},\cdots ,x_{n})}
のように、 t 次の斉次多項式 ft(x1,x2,…,xn) の和として表せば、それぞれの斉次多項式 ft は対称式である。
ft は、基本対称式を変数とする、重さが t の単項式の全て Tt,1, Tt,2, …, Tt,m の線型結合によって
{\displaystyle f_{t}(x_{1},x_{2},\cdots ,x_{n})=\sum _{i=1}^{m}c_{i}\ T_{t,i}=c_{1}\ T_{t,1}+c_{2}\ T_{t,2}+\cdots +c_{m}\ T_{t,m}}
の形で表すことができる。この式に現れる係数 c1, …, cm を求めることで、 ft が、基本対称式を変数とする多項式で表される。
このようにして、ft の和である f も、基本対称式を変数とする多項式で表されることになる。

### 基本対称式の代数的独立性
n 個の変数 x1, ... , xn に関する対称式 f(x1, ..., xn) は基本対称式たち σ1, ... , σn に関する多項式 P によって表すことができるが、この P は f に対して一意的に定まる。つまり、基本対称式たちは係数環上代数的独立だということになる。
証明は変数 x1, ... , xn の数 n と、対称式の次数に関する帰納法によって行われる。n - 1変数の多項式 Q(s1, ..., sn - 1) で、基本対称式 σ1(x1, ... , xn - 1), ...,  σn - 1(x1, ... , xn - 1) を代入して 0 になるようなものは si たちの多項式としてすでに 0 になることが示せていたとする。
P(s1, ..., sn) を n 変数の多項式で基本対称式を移入したときに零になる P(σ1,..., σn) = 0 ようなものとする。このとき特に、P(σ1,..., σn) をxiたちに関する多項式と見なして xnに0を代入したものも 0 になる。 xnに 0 を代入することでσ1,..., σn - 1 は n - 1変数x1, ... , xn - 1についての基本対称式になり、一方 σn は 0になる。したがって P(σ1, .., σn-1, 0) であり、帰納法の仮定によって n - 1 変数の多項式 P(s1, ..., sn - 1, 0) は 0に、つまりP(s1, ..., sn) は snで割りきれるということになる。従ってP = R(s1, .., sn) sn なる多項式 Rが得られるが、R に基本対称式たちを代入すると 0 になる。この操作を続けると任意の自然数 m について P は snm で割りきれるということになるが、そうなっているためには P は 0 でなければならない。